# ژاک لوب
ژاک لوب (آلمانی: Jacques Loeb؛ ۷ آوریل ۱۸۵۹، ماین – ۱۱ فوریهٔ ۱۹۲۴، همیلتون) یک فیزیولوژیست و زیست‌شناس آمریکایی آلمانی تبار بود.
او در سال ۱۸۹۰ میلادی اثر مهم خود را با عنوان (به آلمانی: «Der Heliotropismus der Thiere und seine Uebereinstimmung mit dem Heliotropismus der Pflanzen.») که دربارهٔ گرایش‌های گیاهی و جانوری بود، منتشر ساخت.
دستاورد تاریخی او ایجاد شرایط تلقیح یک سلول ماده (اووم) بدون دخالت یاخته نر (اسپرماتوزوئید) بود (بکرزایی). او برآیند آزمایش‌های خود و یارانش را چنین خلاصه می‌کند: «امروزه می‌توان گفت که تقلید کامل تأثیر اسپرماتوزوئید در رشد سلول تخم از طریق چند عامل فیزیکو شیمیایی عملی شده‌است.»
او موفق گردید بدون کمک اسپرم، موجبات تبدیل تخمک‌های خارپشت دریایی به سلولهای جنینی را فراهم نماید که این عمل را با کمک تغییر محیط شیمیایی آب انجام داد.